# Rádio Novo Tempo
Rádio Novo Tempo (também chamada de Rede Novo Tempo de Rádio) é uma rede de emissoras de rádio, com sede em Jacareí, São Paulo, pertencente à Rede Novo Tempo de Comunicação, da Igreja Adventista do Sétimo Dia. A sua programação é voltada à música gospel, programas religiosos e jornalismo. Transmite em AM, FM, e para todo o mundo pelas ondas tropicais, internet, via satélite e por emissoras locais em diferentes idiomas.

## História
Afonso Cláudio, interior do Espírito Santo, foi a primeira cidade a ter uma emissora Novo Tempo. A inauguração aconteceu no dia 12 de agosto de 1989, com a presença do Pr. Roberto Mendes Rabello, fundador do programa radiofônico “A Voz da Profecia”, em 1943.
A primeira transmissão em rede nacional ocorreu no dia 1º de junho de 1995, ao meio-dia, a partir de Vitória, ES. No ano seguinte, a sede da Rede Novo Tempo foi transferida para Nova Friburgo, RJ, onde ficou até setembro de 2005. Atualmente, as transmissões via satélite acontecem a partir de São Paulo. Os estúdios estão localizados em Jacareí, no Vale do Paraíba Paulista, SP.

## Emissoras

### Geradora
Via Satélite, de Jacareí, São Paulo.

### Bahia
| Cidade   | FM       | Prefixo | RDS |
| -------- | -------- | ------- | --- |
| Salvador | 95,5 MHz | ZYV 663 | Sim |

### Espírito Santo
| Cidade         | AM      | FM        | Prefixo           | RDS |
| -------------- | ------- | --------- | ----------------- | --- |
| Vitória        | 730 kHz | 95.9 MHz  | ZYI 217 / ZYC 508 | Não |
| Nova Venécia   | —       | 100.3 MHz | ZYC 509           | Não |
| Afonso Cláudio | —       | 93.9 MHz  | ZYS 959           | Não |

### Mato Grosso do Sul
| Cidade       | FM       | Prefixo | RDS |
| ------------ | -------- | ------- | --- |
| Campo Grande | 97.3 MHz | ZYN 619 | Não |

### Rio de Janeiro
| Rio de Janeiro | FM       | Prefixo | RDS |
| -------------- | -------- | ------- | --- |
| Rio de Janeiro | 95,7 MHz | ZYD 478 | Sim |